# Sainte-Catherine-de-Hatley
Sainte-Catherine-de-Hatley è un comune del Canada, situato nella provincia del Québec, nella regione di Estrie.